# Pseudoterpna candidata
Pseudoterpna candidata là một loài bướm đêm trong họ Geometridae.